# Nordmazedonische Badminton-Mannschaftsmeisterschaft
Nordmazedonische Badminton-Mannschaftsmeisterschaften werden seit 2004 ausgetragen.

## Titelträger
| Saison | Sieger           |
| ------ | ---------------- |
| 2004   | BK Skopje 2003   |
| 2005   | BK Mariva Skopje |
| 2006   | BK INEX Skopje   |
| 2007   | BK Oniks Skopje  |
| 2008   | BK Oniks Skopje  |
| 2009   | BK Pikok         |
| 2010   | BK Pikok         |
| 2011   | BK Pikok         |
| 2012   | BK Oniks         |
| 2013   | BK Oniks         |
| 2014   | BK Oniks         |
| 2015   | BK Ineks         |
| 2016   | BK Ineks         |
| 2017   | BK Ineks         |
| 2018   | BK Ineks         |
| 2019   | BK Ineks         |
| 2020   | BK Oniks         |
| 2021   | BK Oniks         |
| 2022   | BK Oniks         |